# Cephalodiscus
Genre
Cephalodiscus est un genre d'animaux ptérobranches de l'ordre des Cephalodiscida et de la famille des Cephalodiscidae.

## Systématique
Le genre Cephalodiscus a été créé en 1882 par William Carmichael McIntosh.

## Liste d'espèces
Selon World Register of Marine Species (4 juillet 2021) :
- Cephalodiscus agglutinans Harmer & Ridewood, 1913
- Cephalodiscus atlanticus Bayer, 1962
- Cephalodiscus australiensis Johnston & Muirhead, 1951
- Cephalodiscus calciformis Emig, 1977
- Cephalodiscus densus Andersson, 1907
- Cephalodiscus dodecalophus M'Intosh, 1882
- Cephalodiscus evansi Ridewood, 1918
- Cephalodiscus fumosus John, 1931
- Cephalodiscus gilchristi Ridewood, 1908
- Cephalodiscus gracilis Harmer, 1905
- Cephalodiscus graptolitoides Dilly, 1993
- Cephalodiscus hodgsoni Ridewood, 1907
- Cephalodiscus indicus Schepotieff, 1909
- Cephalodiscus kempi John, 1932
- Cephalodiscus levinseni Harmer, 1905
- † Cephalodiscus lutetianus Abrard, Dollfus & Soyer, 1950
- Cephalodiscus nigrescens Lankester, 1905
- Cephalodiscus sibogae Harmer, 1905
- Cephalodiscus solidus Andersson, 1907

## Publication originale
- (en) M'Intosh, « Preliminary notice of Cephalodiscus, a new type allied to Prof. Allman's Rhabdopleura, dredged in H.M.S. ‘Challenger’ », Annals and Magazine of Natural History, Londres, Taylor & Francis, vol. 10, no 59,‎ novembre 1882, p. 337–348 (ISSN 0374-5481, OCLC 1481361, DOI 10.1080/00222938209459723, lire en ligne).